# Presidencia de la Plaza (departement)
Presidencia de la Plaza is een departement in de Argentijnse provincie Chaco. Het departement (Spaans:  departamento) heeft een oppervlakte van 2.284 km² en telt 12.231 inwoners.

## Plaatsen in departement Presidencia de la Plaza
- Presidencia de la Plaza